# Kralupy nad Vltavou
Kralupy nad Vltavou är en stad i Tjeckien.   Den ligger i regionen Mellersta Böhmen, i den centrala delen av landet, 19 km norr om huvudstaden Prag. Kralupy nad Vltavou ligger 179 meter över havet och antalet invånare är 17 373.
Terrängen runt Kralupy nad Vltavou är huvudsakligen platt. Kralupy nad Vltavou ligger nere i en dal. Runt Kralupy nad Vltavou är det tätbefolkat, med 762 invånare per kvadratkilometer. Närmaste större samhälle är Prag, 18,7 km söder om Kralupy nad Vltavou. Trakten runt Kralupy nad Vltavou består till största delen av jordbruksmark.